# Conchalí Big Band
Conchalí Big Band es una orquesta juvenil de jazz y un proyecto social, artístico y educacional fundado en 1994 por el músico cornista y director Gerhard Mornhinweg, con el apoyo de la Municipalidad de Conchalí. Desde sus inicios, la orquesta ha reunido a jóvenes músicos de Conchalí y comunas aledañas de la zona norte de Santiago, consolidándose como un espacio de formación y difusión fundamental del jazz en Chile.
Su repertorio abarca distintas épocas y estilos del jazz, permitiéndole presentarse en diversos formatos, desde conciertos didácticos para estudiantes hasta eventos abiertos a la comunidad y festivales especializados. Cuentan también con tres discos de repertorio original.
A lo largo de sus 31 años de trayectoria, la Conchalí Big Band se ha convertido en un semillero de músicos emergentes, muchos de los cuales han desarrollado destacadas carreras en la escena musical chilena.

## Historia

### Orígenes
Conchalí Big Band nace en el año 1994 como un proyecto de integración social educativo, pionero como taller extracurricular dedicado a la formación musical de jóvenes de establecimientos educacionales de la comuna de Conchalí. Sus primeros pasos la identificaron como una banda instrumental que ejecutaba arreglos de música popular, música de cine y algunos temas de jazz.

### Consolidación de la banda
En el año 1997 se conforman con el nombre de Conchalí Big Band, existiendo como un proyecto pionero de integración que acercó a jóvenes al aprendizaje musical mediante una instrucción artística formal de excelencia. Fue "la primera big band juvenil en usar el formato tradicional de 5 saxofones, 4 trompetas, 4 trombones y sección rítmica completa de la que se tenga algún  registro en Chile". En este inicio participaron destacados músicos profesionales como el saxofonista Carmelo Bustos y el guitarrista Jorge W. González quienes colaboraron con la formación inicial de los jóvenes.
En el año 2002 dan a conocer su talento mediante una gira por Europa y cuatro años más tarde el director Ricardo Carrasco recoge su historia a través del documental “Un viaje interior”.
En el año 2008, con la reforma del sistema de jornada escolar completa, la orquesta ve interrumpida su programación de ensayos y el proyecto corre riesgos en su ordenamiento, sin embargo, logran superar este cambio consagrándose como un proyecto estable con más de 20 años de trayectoria.

### Vigencia
Actualmente, Conchalí Big Band continúa su labor como escuela de música gratuita a través de las asignaturas electivas artísticas y de los talleres de extensión en el Liceo Almirante Riveros. La banda está conformada por un equipo de 22 estudiantes, los cuales cada año van renovándose.
Gracias al trabajo de sus músicos, su equipo y las  iniciativas de autogestión, Conchalí Big Band ha podido obtener diversos auspicios y aportes de fundaciones privadas consolidando su carrera a nivel nacional e internacional, aun que las condiciones en que se gestiona la banda son desfavorables desde el financiamiento, apoyo local e institucional. 

### Repertorio
El repertorio musical que la banda aborda es muy amplio y contempla  temas jazzistas de diversos formatos, estilos y épocas, desde la era del swing hasta jazz contemporáneo, incorporando también a compositores chilenos.
La agrupación posee tres discos de música original compuestos por el compositor Emilio Bascuñán XXI, Kinich Ahau y Océano Música Inmersa

### Giras Nacionales
Conchalí Big Band ha realizado 24 giras nacionales, recorriendo Chile de Iquique a Quellón.

### Giras Internacionales
La Conchalí Big band ha participado como banda invitada en el extranjero con un total de tres giras internacionales:
- Primera gira internacional Brasil (1997)
- Segunda gira internacional Alemania, Suiza, Italia  (2002)
- Tercera gira internacional Alemania (2018)

## Festivales
- Matucana Jazz[7]
- IV Festival de jazz de Valparaíso[8]
- Festival de jazz de Conchalí
- Festival de Jazz de Con Con
- Jugendmusikfestival Arolsen
- MJazz
- Festival de Jazz de Vitacura
- Festival de Jazz de Rengo

## Documentales
- 2014 Educar para la felicidad[9]
- 2005 Conchalí Big Band, Un viaje interior [10]

## Discografía
- 2023 CD Océano Música Inmersa
- 2018 CD Kinich Ahau, Sello Animales en la Vía
- 2014 CD Navidad con Conchalí Big Band, Ediciones Promocionales[11]
- 2014 CD XXI, Conchalí Big Band, Sello Animales en la Vía[12][13]
- 2007 CD Swinging Christmas, Conchalí Big Band, Sello PEZ[14][15]
- 2002 CD Conchalí Big Band